# Man'o'war
Pour les articles homonymes, voir Man O'war.

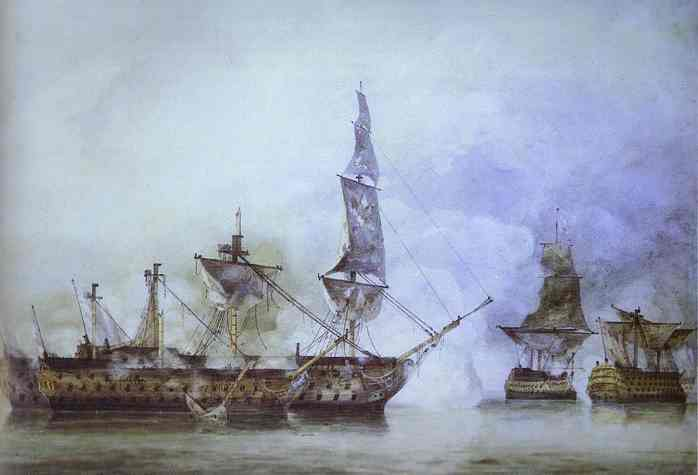
Le combat naval, l'ultime rôle du man'o'war : le à la bataille de Trafalgar, entouré de deux man'o'war français.

Dans le jargon de la Royal Navy, un man’o’war est un navire de guerre apparu au XVIIe siècle dans les marines de guerre française et anglaise, et qui a constitué la colonne vertébrale de toutes les flottes de guerre jusqu'au XIXe siècle. Le mot, d'origine anglaise, est la contraction de « man-of-war » (littéralement « homme de guerre »), et correspond à un vaisseau de ligne dans la Royal Navy ou à un « vaisseau de haut-bord » dans la Marine française. Par opposition, un vaisseau de commerce s'appelle en anglais un « man-of-trade »[réf. souhaitée] (littéralement « homme de commerce »).

## Forme et fonction
Ce sont des vaisseaux à trois mâts qui, en France et d'après les règlements en vigueur, comportent de 64 à 140 bouches à feu, au XVIIIe siècle, ou de 120 à 180 bouches à feu, au XIXe siècle, réparties sur deux à trois ponts. Ils sont classés en plusieurs rangs qui varient en fonction des époques et des progrès techniques en matière nautique et d'armement.
« En ce qui concerne leur construction et leur armement, on s'attache principalement à leur donner une belle marche et des qualités nautiques, à ce qu'ils aient de fortes murailles, une batterie basse suffisamment élevée au-dessus de la surface de l'eau et une solidité assez grande pour résister au poids ainsi qu'au jeu de leur artillerie. Ils sont des sortes de citadelles flottantes susceptible de lutter avec avantage contre le mauvais temps, de se mesurer contre les vaisseaux ennemis ou contre des forts, de combattre en ligne de bataille, de tenir de longues croisières et de servir dans tous les cas d'attaque ou de défense que la guerre maritime peut présenter. »
Le navire de guerre, et particulièrement le vaisseau de ligne, est donc avant tout une « plateforme » propulsée par le vent, porteuse d'un « système d'armes » formé d'un nombre variable de batteries. La liaison entre l'artillerie, la coque et le gréement doit être garante des qualités nautiques du navire et de son aptitude à combattre en association avec ses homologues.

## Coût
À la fin de l'Ancien Régime, le coût de fabrication d'un vaisseau de premier rang se répartit comme suit : 1,264 million de livres tournois pour la construction propre, 155 000 livres pour les salaires, 141 000 livres pour les vivres, soit au total 1,56 million de livres tournois, sachant que la coque représente 48,5 % du prix de la construction et l'artillerie 18,5 %. En 1863, on évalue le prix du même vaisseau à voile, armé, équipé, approvisionné pour une campagne de six mois, à la somme d'environ 3 millions de francs de l'époque.

## Description

### Coque
La coque du navire de ligne est en bois de chêne, pour sa solidité. Elle comprend un certain nombre de ponts dont le nombre varie avec le type de navire : un vaisseau de ligne peut en comporter jusqu'à trois. Il faut environ 2 900 chênes âgés de 80 à 100 ans pour construire un 74 canons. À titre indicatif, les chantiers navals français ont construit 750 vaisseaux et frégates entre 1661 et 1792, ce qui donne le chiffre impressionnant de 1 340 800 arbres abattus. Un 74 canons mesure en moyenne 57 mètres de long par 15 de large et 7 de profondeur pour un équipage de 760 hommes environ, entassés dans l'exiguïté étouffante, nauséabonde et souvent malsaine du petit volume fourni par les cales et les soutes, avec les canons avec tous leurs accessoires, les voiles, espars, câbles et ustensiles de rechange, des vivres pour 3 mois de campagne au moins comprenant du bétail sur pied (bœufs, moutons, volailles).
Le premier pont reçoit la batterie basse faite des canons du plus fort calibre embarqué. Dans le cas du « 74 » il s'agit de 28 pièces de 36 livres également réparties sur les deux bords. Ces canons sont donc placés au plus bas sur le navire pour des raisons évidentes de stabilité, tout en respectant une certaine « hauteur de batterie » suffisamment élevée pour permettre au navire, une fois les sabords ouverts, de faire feu même par gros temps. Dans le cas contraire, le navire ne peut compter que sur sa seconde batterie, à la puissance de feu beaucoup moins importante, ce qui le met à la merci d'un adversaire théoriquement plus faible que lui. Le deuxième pont reçoit la deuxième batterie composée, toujours dans le cas du 74 canons, de 30 pièces de 18 livres. Il abrite également, mais sous le gaillard arrière, divers logements et, à la hauteur du mât de misaine, les fours et les cuisines. Le pont supérieur est à l'air libre. Il peut supporter ou non une troisième batterie complète, composée de 16 canons de 8 livres, encore dans le cadre du 74 canons. Quoi qu'il en soit, il est occupé dans sa partie centrale par les embarcations annexes du navire. Le gaillard arrière comprend les logements des officiers et la chambre du conseil, correspondant à la grande galerie de poupe.

### Artillerie

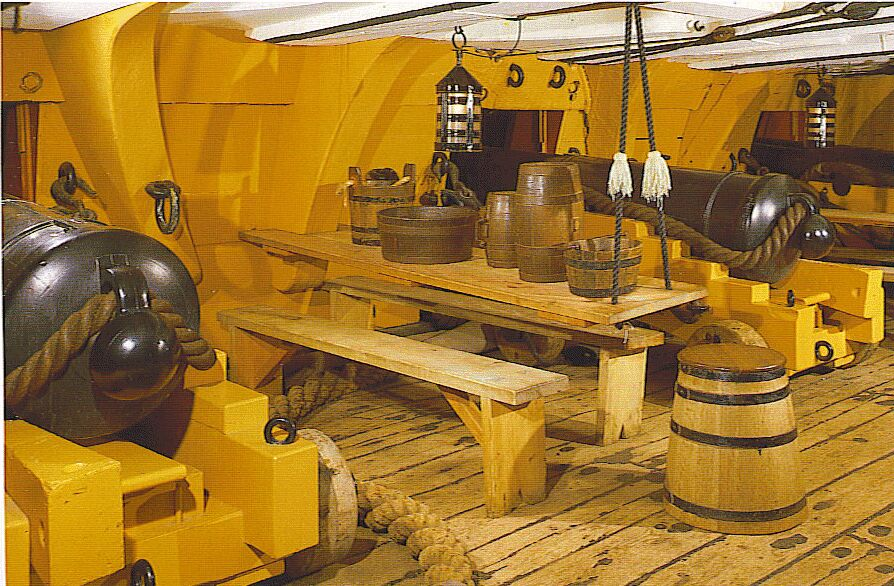
Le pont inférieur avec la batterie basse du Victory, en rade de Portsmouth.

La hauteur de batterie, c'est-à-dire l'espace compris entre le plancher et le plafond de chaque pont, est fixée à 1,73 mètre dans le cas du 74 canons et descend à 1,62 mètre dans le cas du 118 canons. D'un pont à l'autre, les sabords sont d'une part placés en quinconce pour éviter que la fumée du tir de la batterie inférieure ne gêne le tir de la batterie supérieure et, d'autre part, espacés suffisamment au sein de chaque batterie pour permettre le service des pièces sans que les servants des différentes pièces qui la composent ne se gênent les uns les autres. À cet effet le règlement de 1673 pour la construction des vaisseaux de guerre donne des directives très précises : chaque sabord doit être espacé de 6,5 pieds. Pour donner un ordre d'idée, chaque pièce de 36 pèse 4,35 tonnes, mesure 3,08 m de long et exige en théorie 14 hommes pour son service. Donc, dans l'espace restreint d'une batterie basse d'un 74 canons (voir plus haut) ce sont pas moins de 392 hommes qui s'activent au service des 28 pièces qui y sont cantonnées, soit plus de la moitié de l'équipage. Les pièces de 24 livres de la deuxième batterie pèsent 3,13 tonnes pour 2,76 m et 11 hommes d'équipage. Les pièces de 8 livres, quant à elle, ne font plus que 1,4 tonne pour 2,22 m de long et 7 hommes d'équipage.
Au total et pour conserver ces bases de calcul, l'artillerie d'un vaisseau de 74 canons pèse à elle seule 215 tonnes, sans inclure les munitions, soit 50 à 60 boulets ronds par pièce (4 440 en tout, pesant plus de 50 tonnes), sans compter les boulets ramés, les paquets de mitraille, la poudre et les équipements de service (palans, pinces, refouloirs, anspects, etc.). Les mêmes calculs pour un 118 canons sont de 32 pièces de 36, 34 pièces de 24, 34 de 12 et 18 de 8 plus 4 caronades. Le poids de la bordée (tir simultané de toutes les pièces d'un même bord) atteint 910 livres (soit 445,5 kilogrammes) de fonte en un seul tir sur un 74 canons, il s'envole à 1 368 livres (669,6 kilogrammes) dans le cas du 118 canons.
Une visite panoramique [flash] du pont de batterie inférieur du HMS Victory est disponible sur le site de la BBC.

### Gréement

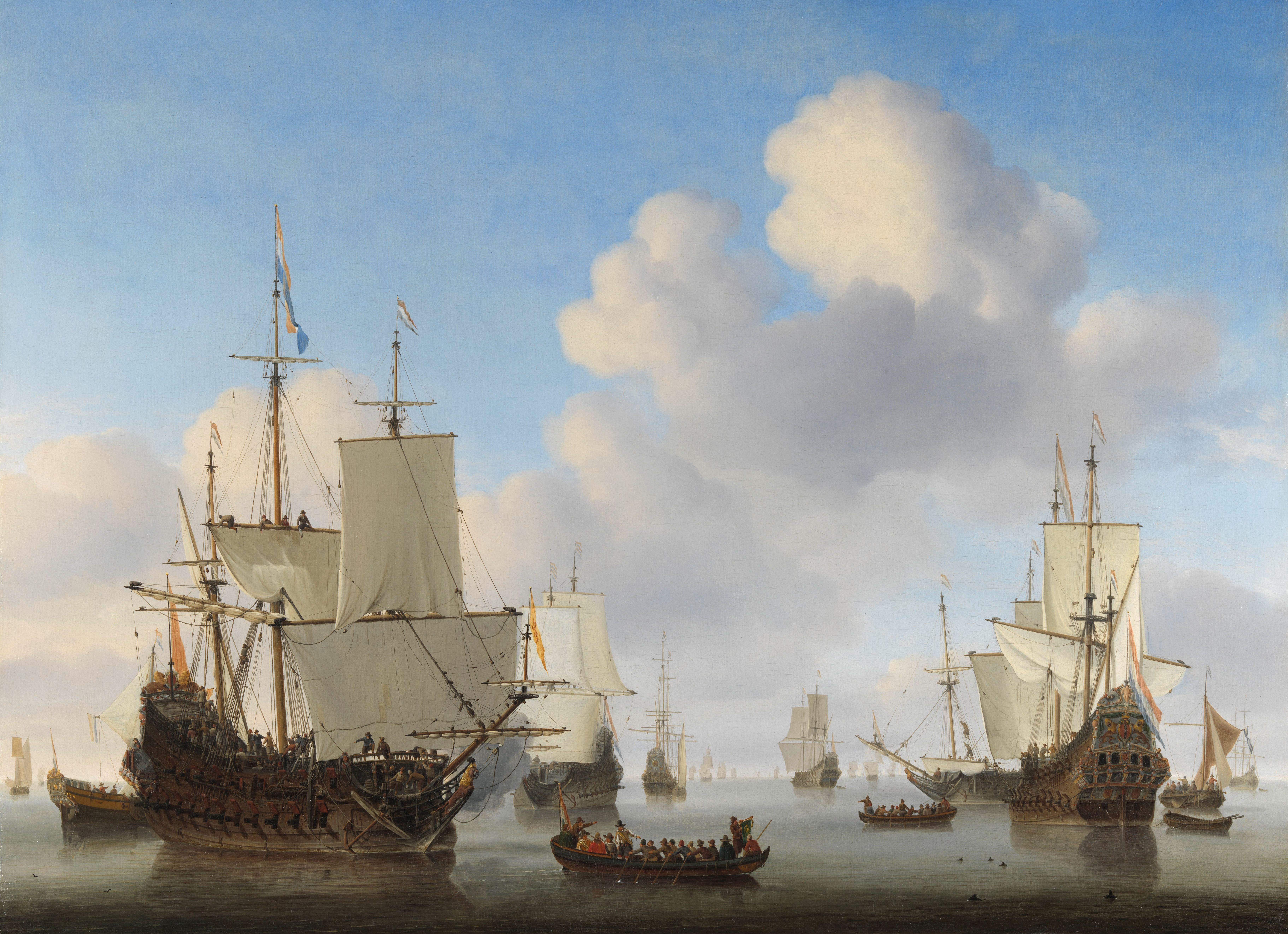
Man'o'war hollandais et autres bateaux par mer calme, par Willem Van de Velde le Jeune.

La mâture est en résineux (pour sa résistance à l'effort de torsion) et les cordages sont en chanvre. Le grand mât culmine à près de 70 mètres et sa section inférieure est de 0,92 m pour un 74 canons, il est donc nécessaire d'associer plusieurs arbres dans sa confection en un assemblage de 4 à 9 pièces longitudinales de bois selon qu'il s'agit du mât de beaupré, du mât de misaine, du grand mât ou du mât d'artimon. Le tout est cerclé de fer pour assurer sa cohésion.
La voilure principale, placée sur trois étages et perpendiculairement par rapport à l'axe de la quille, est dite « carrée » bien qu'étant de forme trapézoïdale. Elle est également définie comme étant portante. Le second type de voilure, placé dans l'axe de la quille, est de forme triangulaire, trapézoïdale ou en quadrilatère irrégulier. Comme dans le cas des voilures portantes, leur multiplication répond à la nécessité d'améliorer sans cesse les qualités manœuvrières des vaisseaux.

## Hommes du bord
| Fonction                                           | Nombre d'hommes | Nombre d'hommes |
| Fonction                                           | France          | G-B             |
| -------------------------------------------------- | --------------- | --------------- |
| Capitaine commandant                               | 1               | 1               |
| Capitaine en second                                | 1               | -               |
| Lieutenant                                         | 4               | 4               |
| Enseigne                                           | 4               | -               |
| Total des officiers de vaisseau                    | 10              | 5               |
| Officiers de l'infanterie embarquée                | 2               | 3               |
| Écrivain ou purser                                 | 1               | 1               |
| Aumônier ou chapelain                              | 1               | 1               |
| Chirurgien major                                   | 1               | 1               |
| Total des autres officiers majors                  | 3               | 3               |
| Garde marine, volontaire ou midshipman             | 16              | 16              |
| Maître pilote ou master                            | 1               | 1               |
| Second pilote ou master's mate                     | 2               | 3               |
| Aide pilote                                        | 4               | -               |
| Total des officiers-mariniers de pilotage          | 7               | 4               |
| Maître d'équipage ou boatswain                     | 2               | 1               |
| Second maître d'équipage ou boatswain's mate       | 2               | 2               |
| Contremaître                                       | 3               | -               |
| Quartier-maître                                    | 15              | 10              |
| Bosseman ou yeoman of the sheets                   | 2               | 4               |
| Patron de chaloupe ou de canot                     | 3               | 1               |
| Total des officiers-mariniers de manœuvre          | 27              | 18              |
| Maître canonnier                                   | 3               | 1               |
| Second canonnier ou gunner's mate                  | 3               | 2               |
| Chef de pièce ou quarter gunner                    | 37              | 18              |
| Responsable de la soute aux poudres                | -               | 2               |
| Total des officiers-mariniers de canonnage         | 43              | 23              |
| Maître charpentier                                 | 1               | 1               |
| Second charpentier ou carpenter's mate             | 1               | 1               |
| Aide-charpentier                                   | 4               | 8               |
| Maître calfat                                      | 1               | -               |
| Second calfat                                      | 1               | -               |
| Aide-calfat                                        | 4               | -               |
| Maître voilier                                     | 1               | 1               |
| Second voilier ou sailmaker's mate                 | 1               | 1               |
| Aide voilier                                       | 2               | 2               |
| Total des officiers-mariniers de réparation navale | 16              | 14              |
| Maître armurier                                    | 1               | 1               |
| Aide armurier                                      | 1               | 1               |
| Maître d'armes                                     | -               | 1               |
| Caporal d'armes                                    | -               | 2               |
| Total des maîtres et aides chargés des armes       | 2               | 5               |
| Total des officiers-mariniers et gens de métier    | 95              | 64              |
| Second chirurgien ou surgeon's mate                | 2               | 3               |
| Aide-chirurgien                                    | 2               | -               |
| Apothicaire                                        | 1               | -               |
| Maître d'école                                     | -               | 1               |
| Secrétaire du capitaine                            | 1               | 1               |
| Total des employés divers                          | 6               | 5               |
| Coq                                                | 1               | 1               |
| Boucher                                            | 1               | -               |
| Boulanger                                          | 1               | -               |
| Commis aux vivres ou steward                       | 2               | 2               |
| Maître valet                                       | 2               | -               |
| Tonnelier                                          | 1               | -               |
| Total des préposés aux vivres                      | 8               | 3               |
| Domestiques des officiers                          | 20              | 10              |
| Matelots                                           | 427             | 449             |
| Mousses                                            | 65              | 43              |
| Total des matelots mousses                         | 492             | 492             |
| Sous-officiers et soldats d'infanterie             | 118             | 96              |
| Total des hommes embarqués                         | 770             | 697             |

### Encadrement

#### Capitaine commandant
Un fait significatif est d'observer que, sur les 47 articles relatifs aux « Attributions et pouvoirs des capitaines de la flotte » de Louis XIV définis par l’ordonnance du 15 avril 1689, 17 concernent des questions de subordination et d'organisation du travail ou de la vie à bord, que 14 articles s'appliquent à la conservation du navire, à l'armement, au désarmement et aux consommations tandis que 9 autres touchent des questions de navigation ou de mouillage et seulement 7 intéressent le combat… Les deux tiers des fonctions du capitaine relèvent, d'après ce règlement, de la gestion du matériel et des ressources humaines. L’ordonnance du 25 mars 1786 en reprend les termes quasiment mot pour mot, hormis quelques changements mineurs qui renforcent encore le rôle de gestionnaire du capitaine : « il prendra garde que les officiers de bord ne fassent aux gens de l'équipage aucun mauvais traitement qui puisse les décourager du service ; il aura soin de rendre justice à tous, d'entretenir la bonne intelligence dans chaque ordre, et que l'équipage soit bien ameuté (sic.). Il veillera à la propreté du vaisseau, à la bonne nourriture de l'équipage, à la conservation des matelots, à l'entretien des hardes et à tout ce qui peut contribuer à la santé de l'équipage. »
L'image idéale du capitaine d'un vaisseau du roi correspond plus à celle du bon père de famille, ménager et prudent du bien royal, qu'à celle du bouillant homme de guerre toujours prêt à en découdre avec l'ennemi. Il faut aussi qu'il se garde de tout individualisme en exécutant fidèlement tous les ordres ou signaux provenant du navire amiral, risquant la prison s'il s'écarte de la ligne de bataille durant le combat et perd le contact avec le navire commandant sa division (militaire). La plupart des capitaines de la flotte royale française du XVIIIe siècle sont expérimentés et donc prudents : ils accèdent à la carrière d'officier de vaisseau vers 25 ans et doivent encore attendre 30 ans pour obtenir un commandement sur un bâtiment de ligne : l'incompétence caractérise de moins en moins fréquemment le comportement à la mer des capitaines. Si celui du temps de Louis XIV est surtout un chef de guerre se reposant sur ses subordonnés pour la conduite du navire, ceux qui servent sous Louis XV et plus encore sous Louis XVI ont la stature de véritables chefs de bord, maîtrisant l'usage des instruments et possédant à fond leur navire.
Ils ne sont pas tous pour autant des parangons de vertu et de conscience professionnelle. Si la Marine royale française répugnera toujours à envoyer ses commandants défaillants devant le conseil de guerre, la Royal Navy, elle, n'aura jamais de tels scrupules, bien au contraire. Tout abandon de poste ou désobéissance était systématiquement sanctionné par la cour martiale, n'hésitant pas à faire fusiller, le cas échéant des officiers de haut rang comme l'amiral Byng, dont Voltaire écrit : « dans ce pays-ci, il est bon de tuer de temps en temps un amiral pour encourager les autres. »
En 1786, dans la marine française, que ce soit par temps de paix ou de guerre, qu'il navigue ou pas, le capitaine commandant touche une solde annuelle de 3 000 livres tournois, auxquelles les 40 plus anciens en activité ajoutent un bonus de 600 livres. Solde à laquelle il faut rajouter une indemnité pour frais de table personnelle, perçue uniquement durant les campagnes, de 32 à 45 livres par jour. À la même époque, dans la Royal Navy, leurs collègues paraissent beaucoup plus gâtés : le commandant d'un man'o'war de premier rang touche 1 £ par jour de mer effectif et demi-solde lorsqu'il n'est pas commissionné, soit 315 £ par an (7 500 livres tournois) lorsqu'il est en mer et un minimum de 180 £ annuel (4 300 livres tournois) lorsqu'il est à terre.
La guerre paye, surtout à cause de la vente des prises et de leur chargement qui peuvent rapporter jusqu'à 5 000 £ (120 000 livres tournois) lors des très bonnes années comme ce fut le cas lors de la guerre de Sept Ans.

#### Officier major de navigation
Ses fonctions sont les mêmes que celles du capitaine commandant mais il est plus particulièrement chargé de la police générale du vaisseau. À ce titre, il ne doit jamais quitter le vaisseau, même lors des escales, et est censé savoir tout ce qui se passe sur le navire pour le rapporter au commandant du bâtiment, c'est pourquoi l'équipage le surnomme familièrement le « chien de bord ». Cette position de doublure n'existe pas dans la Royal Navy.
Dans la Royal Navy aucun enseignement n'est organisé. Il faut être recommandé par sa famille et embarquer comme « garçon » du capitaine vers 10-12 ans, se familiariser avec l'art du matelotage (travail des cordages), avec le travail en altitude en apprenant à ferler les huniers sous la direction bourrue d'un sea-daddy. Un maître d'école délivre aussi à bord le bagage intellectuel minimum. Une fois seulement après avoir été admis comme midship, après cet apprentissage de 3 à 4 ans, l'aspirant officier était admis sur le gaillard d'arrière. Reste pour lui à apprendre l'usage des instruments de navigation et des cartes par le biais des travaux pratiques encadrés par les officiers. Il était admis junior officer sur proposition d'un captain après avoir réussi un examen oral de seamanship et à condition d'avoir servi au moins 6 ans en tant que midship. Ce « dressage » permet d'une part d'éliminer les jeunes gens trop fragiles ou trop émotifs et, d'autre part, de produire des cadres opérationnels dès l'âge de 18-20 ans, ayant éprouvé les peines de l'équipage avant de les commander et connaissant sur le bout des doigts le navire et les techniques de navigation.
En France, on n'instruit pas les aspirants-officier de manière aussi rude. Leur éducation privilégie le savoir scientifique et technique (d'excellent niveau mais ayant le tort de rester trop théorique quant à la conduite d'un navire), dispensé à terre dans une des trois compagnies des gardes de la marine à Brest, Toulon et Rochefort. Mais la sélection d'entrée se fait non seulement par les mathématiques mais aussi et surtout par les quartiers de noblesse, sous l'Ancien Régime. les textes initiaux (1683) prévoyaient des passages à bord de frégates-écoles mais, par manque de crédits, ces navires ne furent pas mis en place. Seuls une corvette et un lougre le furent au Havre, sous Louis XV. Après avoir effectué les exercices fatigants consistant à courir la mâture pour établir la voilure, il fallait se mettre sans répit aux cours de géométrie, balistique, anglais, physique, dessin, car les programmes n'étaient pas chamboulés pour autant (maladresse pédagogique). Les critiques et les plaintes virulentes des parents des « jeunes martyrs » arrêtèrent cette expérience pilote peu après l'avènement de Louis XVI et le superbe bâtiment, construit au Havre pour abriter la première école navale française, finira loué comme grenier à blé.
L'aspirant-officier français commence à apprendre le service de mer en devenant enseigne, et il en a le temps car si les textes prévoient un laps de temps (théorique) de deux ans avant de passer au grade de lieutenant de vaisseau, il lui faudra en réalité attendre dix ans en moyenne pour obtenir le précieux brevet… Un lieutenant de vaisseau touche environ 1 600 livres annuelles, contre 800 pour un enseigne. Dans les deux pays, en tant qu'officier de quart, chaque lieutenant est responsable tour à tour de la bonne marche du navire. Les enseignes sont soumis au même régime, sous l'autorité des lieutenants. Les uns et les autres sont très exposés au combat, que ce soit dans les batteries ou sur le pont supérieur, où ils commandent les détachements de gaillard. Ils contrôlent la maintenance quotidienne du navire, tâche toujours accomplie en liaison avec les officiers mariniers selon leur spécialité (voir plus bas). En France, la charge la plus fastidieuse revient au premier lieutenant, devenu également officier de détail après la suppression de l'écrivain de bord fin 1776, tâche de gestionnaire pour laquelle il n'a ni goût ni compétence.

#### Écrivain ou pourvoyeur
Proche collaborateur du capitaine, il surveille le débit des fournitures embarquées, prévoit ce dont il faudra se réapprovisionner aux escales. Il est le garant de la distribution régulière des rations. Un écrivain zélé et soucieux du bien-être de l'équipage joue un rôle essentiel lors de l'avitaillement en surveillant la qualité des vivres, l'embarquement de cargaisons gâtées de biscuits ou de salaisons ayant des conséquences dramatiques une fois en mer.
Le purser britannique était aussi marchand, fournissant des produits tels que charbon, bois de chauffage, chandelles, huile de lampe et hamacs, ainsi que vêtements d'équipage et tabac à l'équipage, à un tarif convenu et retenu sur leur salaire. Il servait aussi de banquier en avançant de l'argent à un taux raisonnable de 5 % aux officiers et matelots, et s'occupait assez fréquemment de la liquidation des prises, une opération assez fructueuse.

#### Équipe médicale
Sur un 74 français, l'équipe médicale se compose du chirurgien-major, de deux second-chirurgiens, deux aides-chirurgiens et d'un apothicaire. Quelques matelots lui sont affectés comme infirmiers/servants, ainsi que, traditionnellement, le prévôt, c'est-à-dire l'homme chargé des punitions corporelles sur le vaisseau (le bourreau, donc), et ses sbires. Ils officient au pont le plus bas du vaisseau (en anglais : l’orlop deck), relativement à l'abri des coups car situé en dessous de la ligne de flottaison. Il est peint en rouge sang pour que celui des marins blessés se remarque moins. Le chirurgien opère dans sa cabine, souvent à même le sol, dans la quasi-obscurité d'une lampe à pétrole, au milieu des hurlements des blessés et des cris d'agonie des mourants, la fumée et le bruit des canons en toile de fond, une image proche de l'enfer.
Si la chirurgie est encore considérée comme un « art mécanique », les chirurgiens ne sont pourtant plus, au XVIIIe siècle, ces hommes de bonne volonté servant tour à tour de barbier-boucher et aidant à la manœuvre comme on en rencontre encore à cette époque sur les terre-neuvas… Ils ont enrichi leur bagage intellectuel et se sont « médicalisés », se rapprochant peu à peu du commun des praticiens hospitaliers. Ils sont instruits dans les écoles de Rochefort, Brest et Toulon, et la première des trois a longtemps joué le rôle d'école pilote en matière de santé navale et de médecine tropicale, où les élèves reçoivent une éducation très complète, comprenant même des cours d'obstétrique. Il n'y a pas de médecin à bord des vaisseaux, sauf sur le navire hôpital pouvant accompagner la flotte. À ce titre, le chirurgien de bord soigne les diverses affections, fièvres ou maladies de l'équipage et des passagers, établissant à ce titre des diagnostics et prescrivant des remèdes, ce qui leur est formellement interdit par les médecins quand ils sont à terre… Leur salaire annuel est de 1 500 à 2 000 livres, soit plus qu'un lieutenant.

#### Aumônier naval
Formé au séminaire de Rochefort, les tâches de l'aumônier naval de la fin du XVIIe siècle tendent à se rapprocher de celles d'un curé ou d'un vicaire, comme s'il desservait une paroisse de mer. L'ordonnance de 1689 précise que la messe se dira non seulement les dimanches et fêtes ainsi que « les autres jours aussi souvent qu'il sera possible. » L'aumônerie navale n'attire pas les vocations : d'une part elle s'exerce dans des conditions très précaires et, d'autre part, elle est très loin de la quiétude - même austère - de la vie d'une église et du presbytère attenant : logé dans la batterie basse vers la sainte-Barbe, sa chambre est un réduit de toile entourant une couchette en sapin (son seul luxe par rapport à l'équipage) ainsi qu'un coffre où il range les ornements de l'autel portatif.
Il reçoit la paye d'un quartier-maître. L'expulsion des jésuites en 1762 aggrave le problème de recrutement après la fermeture des séminaires de Toulon et de Brest. À Rochefort, les jésuites sont remplacés par des récollets qui n'ont pas la même « pointure » intellectuelle que leurs prédécesseurs. Les textes règlementaires et les rares témoignages nous montrent un homme dont la position semble incommode et difficile à tenir : trop familier avec l'équipage, il devient vite l'objet de mépris des officiers majors ; trop servile vis-à-vis du « petit monde de la dunette », il reste celui qui enseigne à « l'homme, l'obéissance, au nom de la volonté divine, le soutien moral à l'ordre social et hiérarchique du bord »… La situation du chapelain de la Royal Navy ne semble pas meilleure, quand il dit les grâces à la table du capitaine et aide le secrétaire de ce dernier à y faire le service, comme s'il faisait partie de sa domesticité…

#### Maistrance
Elle entraîne et encadre l'équipage. Le choix judicieux de ces professionnels était l'assurance de revenir à bon port : un navire pouvait supporter un mauvais commandant, se contenter d'un état-major médiocre et embarquer un équipage hétérogène peu rompu à l'exercice de la mer, mais il se trouvait vraiment en mauvaise posture si la maistrance ne se montrait pas à la hauteur de ce qu'on pouvait attendre d'elle.
Dans la marine britannique, le premier homme de la maistrance est le master (pilote / navigateur), c'est-à-dire celui qui détermine la route à suivre et choisit les mouillages dans les rades foraines. S'il règne sans partage dans la marine marchande, il est un peu au second plan sur un man'o'war où les officiers savent souvent mieux que lui calculer la position exacte du navire, mais il reste indispensable pour sa connaissance de la mer et surtout des atterrages. Le rôle de son homologue français est identique, même si sa place dans la hiérarchie est moindre. On lui adjoint un second et des aides, il donne les ordres au timonier et vérifier l'exactitude des instruments dans la timonerie entre dans ses attributions.
Dans la marine française, la position prédominante de la maistrance est dévolue au premier maître ou maître d'équipage. Il est « l'œil et la main du navire qui doit se trouver partout.» Il porte fièrement autour du cou le rossignol, sifflet d'argent qu'il considère comme signe de son grade, ainsi que le porte-voix car le bosco doit pouvoir se faire entendre d'un bout à l'autre du navire. Il est le patron tout puissant de l'équipage et a un rôle technique primordial puisque le garant du bon état des agrès et apparaux du navire, des échelles, haubans, palans, cordages et autres grelins. Le bosco n'agit pas seul puisqu'une vingtaine d'hommes se situent dans sa mouvance. Son second s'occupe du secteur du gaillard d'avant compris entre le mât de misaine et le mât de beaupré. Sous les ordres du premier-maître se trouvent également les quartiers-maîtres, chacun responsables d'un secteur dans la mâture. Ils sont 15 sur un 74 canons et sont au plus près de l'équipage, qu'ils guident aux manœuvres et désignent pour les multiples corvées.
Les gens du canonnage forment une société à part dans le navire, avec leurs usages, leur hiérarchie en propre et leurs locaux, sévèrement gardés et cadenassés, où seuls eux ont droit de pénétrer. Les maîtres canonniers sont les responsables techniques à part entière des batteries et de la manutention périlleuse d'un pesant matériel et des produits inflammables attachés à leur profession. Seuls sous Louis XIV, ils sont trois sous Louis XV et Louis XVI, aidés par des seconds-canonniers assistés eux-mêmes par des aides-canonniers ou « chefs de pièce ». On compte un chef de pièce pour deux canons (une batterie ne tire théoriquement pas en même temps à bâbord et à tribord). Presque tous sont d'anciens matelots montés en grade et ayant suivi durant une année entière l'école des apprentis canonniers. Malheureusement la guerre exige souvent une formation accélérée des chefs de pièces... Sur le Zodiaque, en 1757, lors d'une bataille dans l'océan Indien, le comte d'Estaing demande au premier lieutenant pourquoi il a désigné le boulanger du bord comme chef de pièce : on lui répond qu'habitué au feu du four, le mitron devrait l'être au feu du canon…
Les maîtres de métier dirigent de véritables équipes de maintenance qui font du vaisseau une entreprise itinérante de réparation navale, car le vaisseau s'use au fil d'une campagne, ainsi que dans les cas d'avarie ou de casse après une tempête ou un combat. Celui qui domine cette catégorie est le maître charpentier, tout aussi bien considéré que le premier maître, le maître pilote ou le maître canonnier et, dans la Royal Navy, jouit généralement de l'estime et du respect du capitaine commandant. Assisté sur les plus grands vaisseaux de deux seconds et d'une demi-douzaine d'aides, son domaine comprend toutes les parties de bois, du gouvernail à la mâture dans son entier, et leur visite constitue son devoir quotidien. Lui et son équipe sont particulièrement exposés lors du combat puisqu'ils doivent agir, comme les autres combattants sous le feu de l'ennemi où le navire prend des coups : rabouter des espars sur le pont balayé par la mitraille, obturer les brèches avec des planches et des pellardeaux, tâche confiée au maître calfat et à ses aides dans la marine française, ainsi que le contrôle du fonctionnement des pompes et la vérification de la sentine, dont l'odeur doit être de préférence nauséabonde, l'absence d'odeur pouvant être causée par une voie d'eau dans les « coutures » du navire. Le navire possède aussi un maître voilier qui règne sur la plus grande partie du navire : le « phare » atteint 3 240 m2 sur un navire de premier rang.
D'autres maîtres ouvriers sont embarqués sur le navire, mais sans avoir le rang d'officier marinier : le maître armurier, un forgeron, un chaudronnier et même un vitrier, ainsi qu'un coq, un boucher et un boulanger (dans la marine française)…

### Soldats et matelots

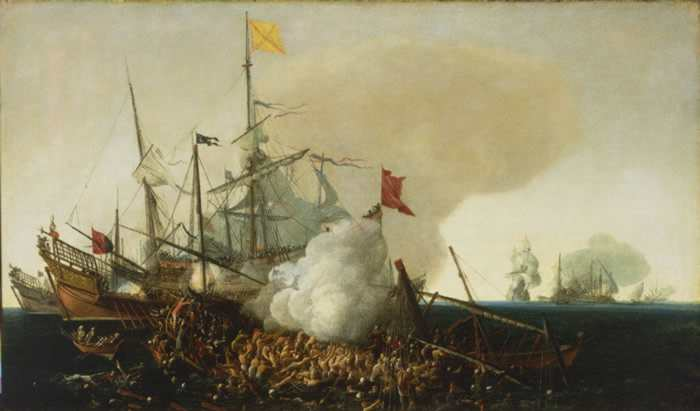
Man'o'war espagnols engageant des corsaires de Barbarie (1615).

Le terme « matelot » vient du néerlandais mattenoot, qui signifie compagnon de même couche. Effectivement les matelots partagent à deux le même hamac sans jamais se croiser : quand l'un quitte son service, l'autre le prend, on dit alors qu'ils sont amatelotés. Cela crée une liaison très forte, une solidarité très profonde, une fraternité de gens de mer. Dire que le matelot est un exécutant voué à la manœuvre du gréement et des ancres est une définition trop étroite pour refléter fidèlement la réalité car ils sont en fait des hommes à tout faire sur le navire : hormis les tâches de manutention et d'arrimage des charges, ils connaissent les rudiments du travail de cordier, de charpentier, de calfat, et savent, pour une bonne partie d'entre eux, coudre une voile.
On constate une division verticale du travail : les matelots appelés à travailler dans la mâture, notamment les gabiers, sont désignés aussi sous le nom de « marins de haute paie ». Ils sont l'élite des matelots et représentent le tiers des hommes sur un navire. Les autres, restant sur les ponts, sont moins considérés et moins payés, et sont affectés aux manœuvres exténuantes des palans de voiles. La manœuvre de la voilure ne justifie pas à elle seule le nombre important d'hommes sur un navire de guerre : 150 hommes suffisent pour manœuvrer un trois-mâts carré de 1 500 tonneaux, rien qui justifie donc des équipages de 700 hommes et plus tels qu'on les rencontre sur les navires de premier rang. C'est le service des batteries qui est un véritable dévoreur d'effectifs (voir la section Artillerie plus haut) : la répartition des postes de combat montre que 77 % des hommes sont affectés aux canons, la force d'un navire de ligne passant avant tout par la puissance de son artillerie. L'équipage se partage les hamacs (dont le nom courant branle a amené branle-bas de combat) accrochés 50 cm au-dessus des canons des première et deuxième batteries.

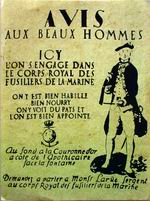
Affiche de recrutement d'une compagnie de fusiliers-marins.

L'apparition de troupes d'infanterie de marine à bord des vaisseaux date de bien avant l'adoption de la formation de combat en ligne de bataille, époque où le combat au corps à corps entre flotte est alors prédominant. Toutefois, l'adoption de la ligne ne remet pas en cause la présence de l'infanterie de marine sur les navires, car le combat « à portée de pistolet » ne disparaît pas pour autant, et les décharges nourries de mousqueterie et les projections de grenades à main sont autant de facteurs gênant la manœuvre de l'adversaire. Ils sont également d'un appoint très appréciable en cas d'abordage d'un navire ennemi, en offensive comme en défensive.
Les soldats de marine peuvent aider aux cabestans au départ du port et sont aussi affectés au service du canon et à la distribution des munitions. Ils sont également chargés du maintien de l'ordre à bord par des patrouilles et des postes de garde aux points névralgiques du navire (accès à la dunette et à l'armurerie attenante par exemple). Ils peuvent être aussi amenés à réprimer des actes de désobéissance voire des tentatives de mutinerie. Colbert en créera deux régiments, le Royal Marine et l’Amiral, mais qui, à peine formés seront versés au début de la guerre de Hollande dans l'armée de terre, tout en conservant leur nom, Louvois et les généraux étant opposés à ce que la marine soit dotée de régiments propres. Pour pallier ce mauvais tour, Seignelay forme d'abord des détachements de soldats-gardiens pour surveiller les ports-arsenaux puis obtient la création de compagnies franches de marine (il en créera cent en tout, une force considérable !), chacune comprenant une centaine d'hommes, contrôlée par la marine et payée par le Département de la Guerre. Une compagnie est commandée par un lieutenant ayant reçu une commission de capitaine d'infanterie par le roi, touche de lui 2 écus par recrue et 50 livres mensuelles pour ses frais annexes en plus de son traitement habituel.
Les hommes du rang touchent 9 livres par mois, soit 3 livres de moins qu'un matelot de basse paie. Le soldat de marine est engagé pour 6 ans. La réputation de ces troupes n'est pas fameuse et leur tenue laisse à désirer. Choiseul les supprime donc lors de ses réformes de 1761 : les troupes seront fournies par l'armée de terre. La marine britannique, elle, suit la logique inverse et s'est dotée de son premier régiment de marines dès 1755. Les compagnies franches sont recréées fin 1774 par la formation d'un Corps Royal d'infanterie de marine comprenant 100 compagnies de fusiliers et 3 de bombardiers (lançant des grenades et aptes à servir le canon) réparties en 3 divisions, au service exclusif de la marine et commandé par ses propres officiers.

## Conditions de vie
« Le vaisseau était une espèce d'enfer flottant. […] C'était un âge très brutal […]. On était habitué aux maladies, aux douleurs, à la brutalité. C'est-à-dire que la vie sur le vaisseau était en quelque sorte le comble de la vie normale pour des gens en ce temps-là. »

### Arche de Noé
Les animaux sont très présents à bord. On y constate d'abord une faune native : outre les puces, scorpions, mille-pattes, cafards et autres insectes parfaitement adaptés à la vie maritime, on y trouve des rats (qui justifient la disparition des vivres). Ces derniers sont avidement pourchassés par l'équipage quand les produits frais manquent complètement car ils ont la réputation de combattre le scorbut (!) car « ils sont en effet parmi les seuls animaux de la création qui fassent eux-mêmes la synthèse de la vitamine C : par conséquent en mangeant du rat, on mangeait un peu de vitamine C, surtout si on mangeait ses abats !». On peut y ajouter des animaux de compagnie, importés par l'équipage, tel des chats, des chiens, des perroquets et autres mainates, des singes…
Toutefois le monde animal est surtout représenté par du bétail et de la volaille. Dans le Mercure de France, en 1691, on recense à bord d'un navire de 250 hommes d'équipage une véritable basse-cour : 500 poules en cages, 8 bœufs, 2 vaches à lait, 4 truies, 1 verrat, 12 cochons, 24 dindes, 48 canards, 24 moutons, 12 oies, 6 veaux et 36 pigeons », l'auteur ajoute : « où se mettre pour respirer ? ». Effectivement, le premier pont du navire de ligne dégage une odeur pestilentielle : tous les sabords sont fermés la nuit pour des raisons de sécurité, et l'odeur des bêtes se mélange à celles des malades, des 300 hommes qui dorment dans des vêtements suintant l'humidité et la sueur, ou encore celle des « commodités »…
Le navire est un magasin, un atelier, un arsenal ainsi qu'une réserve de nourriture et de liquide. On doit y emporter tout le nécessaire : rechange et produits consommables, des chandelles aux munitions, sans oublier le sel. Bref tout ce qu'il faut à un équipage pour vivre et travailler entre 3 et 6 mois sur mer de manière à être autonome dès la sortie du port et dans toutes les situations : le succès d'une campagne dépend avant tout de la préparation matérielle. C'est pourquoi le navire embarque d'énormes quantités de grains et de foin sans lesquelles les bêtes « de boucherie » auraient dépéri. On emporte aussi des montagnes de bois à brûler et de charbon pour les cuisines. Des milliers de barriques contenant vivres, eau, vin, bière (dans les flottes nordiques), rhum, sont soigneusement arrimées dans la cale : un 74 canons emporte 2 100 hectolitres d'eau, 1 000 hl de vin, 50 t de biscuit, 15 t de salaisons et 16 t de légumes secs, le tout pour 6 mois sauf l'eau, prévue pour 3 mois.

### Discipline
Si la marine des Lumières se veut plus humaine que celle de Louis XIV, la discipline à bord n'en est pas moins terrible, comme le prouve la simple lecture du règlement de discipline lu à bord de chaque navire de sa Gracieuse Majesté le Roi, chaque quatrième dimanche du mois après l'office religieux, facultatif alors que le premier reste obligatoire : « […] sera puni de mort tout homme qui se sera rendu coupable d'avoir fomenté ou participé à un complot contre l'autorité du commandant ou contre la sûreté du bâtiment, […] d'avoir prononcé des paroles séditieuses ou ayant le caractère d'une mutinerie, […] d'avoir outragé un officier supérieur par paroles, geste ou menace, […] de s'être querellé avec un supérieur ou d'avoir refusé d'obéir à un ordre légal. ». Sauf cas contraire la peine est appliquée aux yeux de toute la flotte réunie.
Tous les autres délits sont sanctionnés par un arsenal de châtiments corporels : les fers (menotté aux chevilles en enchaîné comme un forçat), la cale (suspendu par un filin à 20 m au-dessus de l'eau, l'homme est précipité dans le vide et s'arrête violemment au ras de l'eau, c'est la cale sèche, ou est plongé en mer et traîné sous la carène, c'est la grande cale), les coups de garcette ou de chat à neuf queues administrés par série de 10 ou 12 coups devant tout l'équipage. Les fautes les moins graves sont punies par des privations de vin ou des amputations de solde. Les peines sont prononcées arbitrairement par le capitaine et par lui seul. Les hommes sont frappés également, sans avoir commis de faute, par la maistrance parce qu'ils n'exécutent pas les tâches assez vite ou pas assez bien, pratique tolérée par les autorités de la plupart des marines européennes. Ils sont aussi battus pendant les batailles quand ils ne font pas leur devoir, comme l'attestent les Mémoires de Duguay-Trouin.
La discipline est si forte que, malgré la dureté des sévices corporels endurés, les cas de mutinerie restent une exception : 5 cas entre 1706 et 1788 dans la marine de guerre française (5 fois moins que dans la marine de commerce). Il faut cependant souligner qu'une mutinerie en haute mer ne pouvait s'envisager qu'avec l'aide de l'un des officiers (celle du HMS Bounty, la plus célèbre sans doute, y mêlait le second Fletcher Christian), seuls à savoir faire le point et donc donner la route. Cette option est évidemment rare, les officiers étant très peu nombreux sur un navire et étant naturellement moins enclins que les marins à contester une autorité dont ils sont, somme toute, l'un des composants.

### Vie réglée au son de la cloche

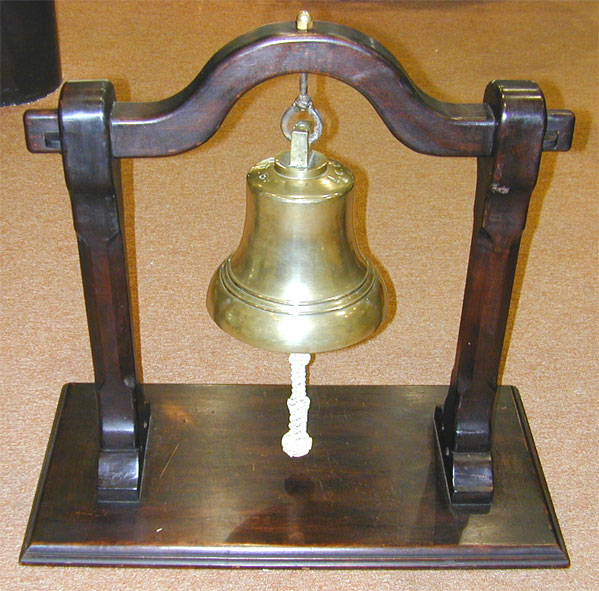
Vue de la cloche servant à piquer les demi-heures de quarts

Les 2 cloches du bord (une grosse et une petite) rythment la vie à bord en marquant les principaux évènements de la journée. Elles sont des objets emblématiques du vaisseau au même titre que la figure de proue et que le pavillon. La grosse cloche sonne les quarts tandis que la petite « pique » les demi-heures des quarts. Les quarts, dans la marine de guerre française, divisent la journée en 5 parties au XVIIIe siècle (4 fois 6 h 00 auparavant, d'où le nom de quart) : midi à 18 h ; 18 h à minuit ; minuit à 4 h ; 4 h à 8 h ; et 8 h à midi.
Pour mesurer le temps on se sert dans un premier temps d'un sablier, les meilleures montres et autres horloges de terre se détraquant en environnement marin, et ce jusqu'à l'invention du chronomètre par l'horloger français Le Roy, en 1766, revu et corrigé par l'horloger suisse Ferdinand Berthoud qui en met au point la version définitive vers 1790, avec pivots sur chapes de rubis.
Le navire se réveille à 8 h 00 en hiver et 7 h 00 en été. Après le branle-bas tous les marins sont réunis sur les gaillards, agenouillés pour le Veni Creator entonné par le prêtre du bord. Seulement ensuite leur est servi le petit-déjeuner. Le matin est consacré à l'entretien du navire. Le déjeuner a lieu à 11 h 30. L'après-midi est consacré, lui, aux exercices du canon et du gréement, dirigés par la maistrance, parfois sous l'œil des officiers du bord ; ils servent à repérer les meilleurs éléments, à amariner les nouveaux et à endurcir les plus jeunes. Le souper est donné après l'angélus et les prières du soir. On se couche tôt, entre 19 h et 20 h.

### Alimentation et santé

#### Alimentation
L'alimentation du matelot est monotone. Il mange énormément de légumes secs de type fayots, pois chiches ou gourganes. Paradoxalement, il y a très peu de poisson au menu, les marins de l'époque ne pêchant pas, il eût fallu pour cela disposer de temps, luxe que n'avaient pas les matelots des flottes de guerre de l'époque. Le tout est arrosé de 70 cl de vin par jour, bu en 3 fois, qui peut être remplacé par 1,4 l de bière ou de cidre pour les flottes de la Manche seulement. La ration quotidienne de biscuit est de 540 g, et le régime alimentaire est quasi totalement dépourvu d'œufs, de laitages, de fruits et de légumes verts essentiels pour l'entretien du corps. Il ne s'agit pas là d'un problème d'argent mais de conservation des denrées alimentaires, seuls les légumes secs et les salaisons se conservant durant les 6 mois de campagne… salaisons qui se corrompent plus ou moins vite suivant leur exposition ou non à un climat tropical, légumes secs qui se « charançonnent » au bout de quelques mois, et biscuit de mer qui, lui, est investi par les vers ; ceux-ci sont loin de dégoûter les marins qui les considèrent comme un apport de protéines supplémentaire.
Il est toutefois à noter quelques attachements singuliers (et nationaux) à des pratiques anciennes dans les habitudes alimentaires des marins, comme le pain frais dans la marine française. Toutefois, la ration alimentaire reste très insuffisante, de 3 500 à 4 000 calories par jour pour un homme normal et de 6 000 calories par jour s'il est astreint à un travail pénible, le marin français de l'époque de Louis XVI ne bénéficie que de 3 560 calories par jour et encore, les jours fastes, ration qui tombe à 2 900 calories les jours maigres, sachant que le biscuit de mer fournit à lui seul 55 à 68 % des apports caloriques. Après 35 jours de campagne, le repas principal se réduit à un bout de fromage ou à une soupe de légumes secs 3 jours sur 7. Le matelot et le marine britannique sont, eux, bien mieux nourris que leurs congénères français : ils mangent deux fois plus de viande, et un peu moins de biscuit, compensé par une sorte de porridge à base de bouillie d'avoine le matin. De plus la Navy accomplit des actions novatrices dans le domaine de l'alimentation qui vont creuser l'écart avec la Royale : mise en place de « noria » de petits navires pour apporter des vivres frais aux vaisseaux qui font le blocus des côtes françaises, par exemple, ou mise en place dans la dotation des équipages de bœuf en gelée ou en cube déshydraté pendant la guerre de Sept Ans.
La marine néerlandaise, elle, détient le record de la ration de bière journalière : 8 litres par homme. Quant à la marine russe, elle détient le record de pingrerie en matière de viande (100 grammes par jour et par homme) et plus encore de poisson (46 grammes de morue séchée)…
Un autre problème majeur, sur un vaisseau de ligne, est celui de la corruption de l'eau. Sur un 74, il ne faut pas moins de 2 500 à 3 000 litres d'eau par jour pour la boisson des hommes et du bétail ainsi que pour les besoins de la cuisine. Pour le reste (lessive et toilette), l'équipage doit se contenter d'eau de mer. La ration journalière se monte à environ 2 litres par jour et par homme. Dès les premières semaines l'eau présente une activité bactérienne : elle prend une couleur rougeâtre et se met à sentir tellement qu'il faut la boire sans respirer ou en la filtrant au travers d'un linge pour en éliminer les vers… pour pallier ce problème, on mélange l'eau des futaies avec un peu de vinaigre, où l'on met des clous rouillés.

#### Santé
Le lien entre nourriture et santé reste très fort, comme encore aujourd'hui. Le déséquilibre du régime alimentaire des marins, notamment dans l'apport journalier des vitamines du fait du manque de produits frais, est à la source de carence provoquant à court terme des maladies comme le scorbut (voir :conditions de vie), des retards de croissance chez les plus jeunes, voire le rachitisme, ainsi que des maladies de peau et une baisse de l'acuité visuelle. Les épidémies, comme la dysenterie ou le typhus, provoquées par l'ingestion de nourriture avariée ou gâtée ou le manque d'hygiène, prennent des proportions catastrophiques sur l'eau du fait de la promiscuité des marins et de l'impossibilité d'isoler les malades hormis avec un simple carré de toile. L'expédition Hozier de la Royal Navy dans les Antilles, menée en 1726 contre l'Espagne, s'est soldée par la mort de 4 000 hommes sur les 4 750 qui en prirent le départ.
L'hygiène corporelle n'est pas le souci premier du capitaine d'un vaisseau. Le savon est encore un produit de luxe, et le « branle-bas de propreté » n'est pas systématique, surtout pas en cas de mauvais temps, et se laver fréquemment avec de l'eau de mer provoque, de toutes façons, des ulcérations de la peau. L'alcoolisme et les maux vénériens figurent parmi les maladies les plus fréquentes des matelots. En mortalité de crise, les pertes oscillent entre un cinquième et plus de la moitié (le record, si on peut appeler ça un record, est de 61,6 % sur un navire de la Royale (le Palmier) au XVIIIe siècle). En mortalité ordinaire, le taux de perte varie entre 8 et 15 % selon les destinations et la durée de la mission, taux similaire à celui de la marine marchande. Cela n'inclut pas les décès en captivité ni ceux survenus dans les hôpitaux à terre (+ 3 à 5 %).

### Combat
« Savez-vous ce qu'est un combat naval ? On manœuvre, on se tire des coups de canon, puis chacune des deux armées navales se retire, et la mer n'en est pas moins salée. »

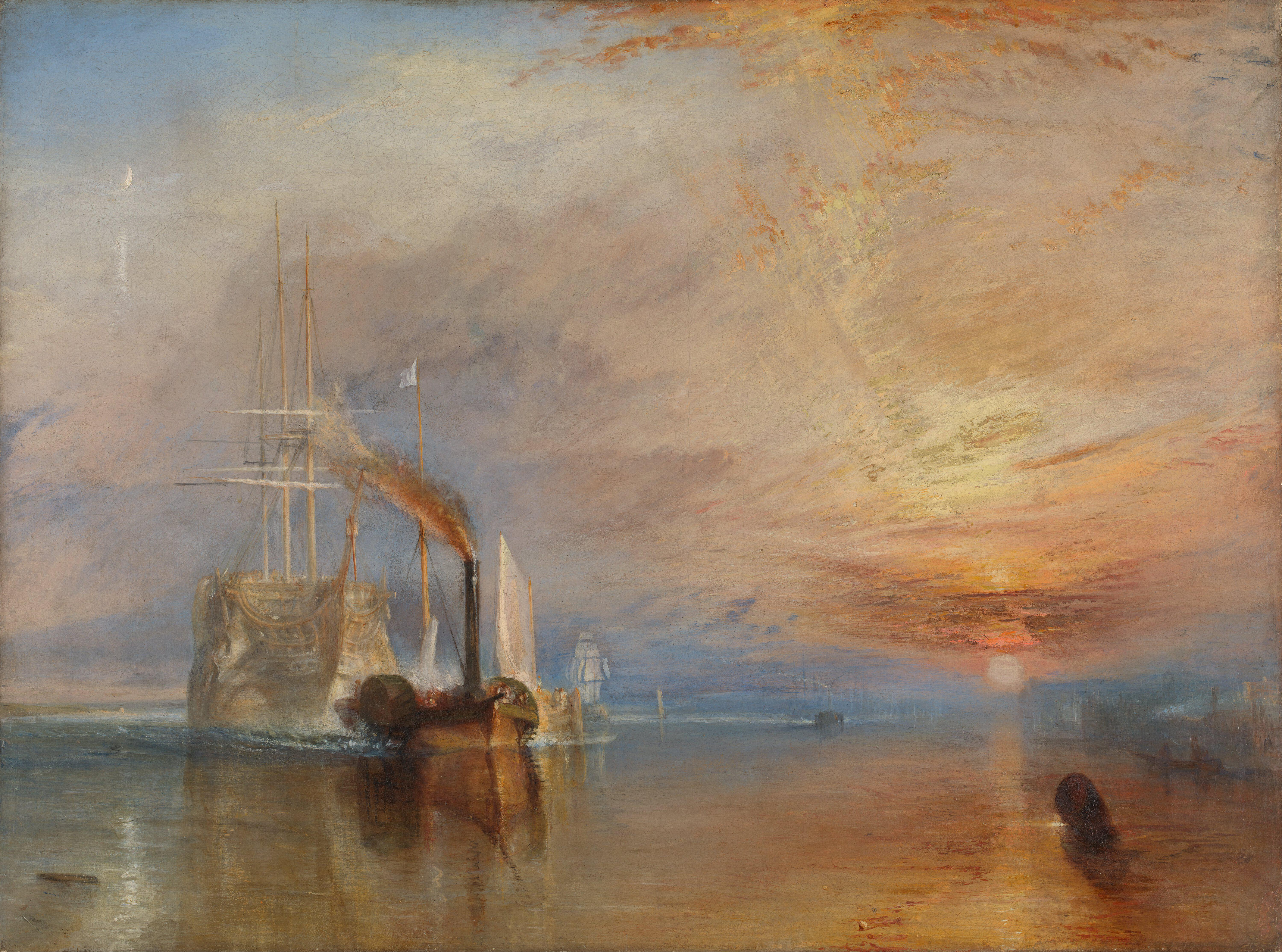
Le Temeraire remorqué à son dernier mouillage pour y être détruit, de Turner en 1839, illustre parfaitement la fin de la marine à voile au profit de celle à vapeur, symbole de la révolution industrielle.

Le vaisseau en campagne n'est pas forcément un vaisseau navigant : plus le navire est imposant et difficile à manœuvrer, moins il sert effectivement. Dans la Royal Navy, un trois-ponts reste les 4/5 du temps au mouillage durant la campagne, alors que dans le même temps, le sloop ou la corvette, voire la frégate, passent les 3/4 de la campagne à sillonner les mers. Durant le combat, sur un 74, la plupart des matelots sont astreints au service des pièces, il ne reste qu'une centaine d'hommes pour la manœuvre du navire sur le pont. La ligne de bataille reste la formation de combat par excellence du man'o'war ; se reporter à cet article.
Les écarts inouïs entre les pertes subies par les marines de guerre britannique et française au cours des affrontements successifs qui les mettront aux prises ont longtemps été justifiés par deux approches tactiques différentes : les Français tirent « à démâter » pour immobiliser l'adversaire alors que les Britanniques tirent « plein bois » dans la coque, pour neutraliser l'ennemi en détruisant ses batteries et, par conséquent, en causant le plus de pertes possibles à son équipage. Mais les nombreux vaisseaux français totalement démâtés à la fin de la bataille de Prairial (1794) prouvent que les canonniers de la Royal Navy ne visent pas que la coque. En réalité, une des principales causes de l'infériorité française lors des combats a été la médiocrité des canonniers français, souvent des amateurs inefficaces. Le prince de Joinville écrit dans ses Vieux Souvenirs: « Nos équipages étaient d'une vaillance, qui a souvent été jusqu'à l'héroïsme, mais ils ne savaient rien ; ils recevaient la mort sans la donner ; tous les boulets anglais portaient ; tous les boulets français s'en allaient en l'air. » Nelson l'a bien compris qui, à Aboukir comme à Trafalgar (parfois contre l'avis de ses commandants), a engagé le combat dans une position théoriquement défavorable qui exposait ses vaisseaux au feu français. 
De plus, dès le début des hostilités les commandants britanniques, en particulier l'amiral Richard Howe, puis Nelson et leurs disciples, privilégient des stratégies ouvrant sur le combat naval rapproché reposant un usage massif des terribles caronades afin essentiellement d'anéantir les équipages adverses. Placées principalement sur les gaillards, en usage dans la Royal Navy depuis 1779, ces canons de très gros calibres et de courtes portées, à rechargement rapide, permettent de balayer le pont supérieur de l'ennemi de salves de mitraille et de tous types de projectiles, terriblement meurtrières pour les marins français en activité sur le pont supérieur, les gaillards, la mature et en particulier la dunette et le poste de commandement. Ceci explique des pertes humaines jusqu'à vingt fois supérieures (!) lors des principales batailles: bataille du 13 prairial an II (1794); bataille de Groix (1795), bataille d'Aboukir (1798), bataille de Trafalgar (1805), bataille de San Domingo (1806). Ceci explique le caractère héroïque désespéré qu'ont pris toutes ces batailles (perdues d'avance?), pour la marine révolutionnaire puis celle de l'Empire. Ce n'est qu'à partir de 1806 que sur les vaisseaux français un nombre important de caronades va remplacer l'artillerie légère des ponts supérieurs.

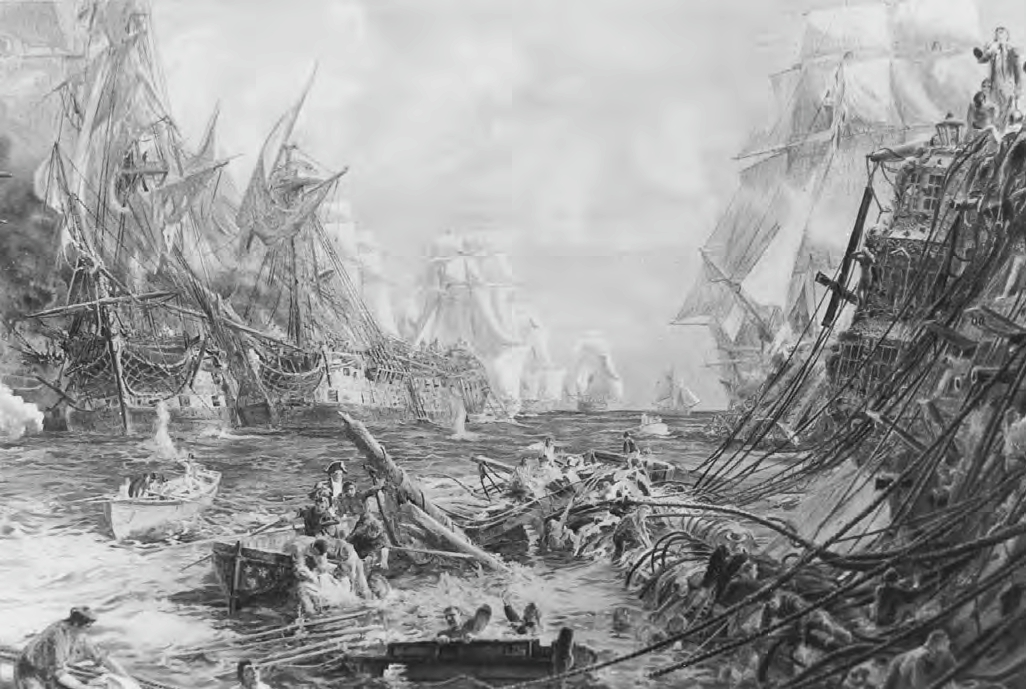
Après Trafalgar: la flotte de Napoléon en ruine.

Enfin les victoires britanniques sont dues aussi à un bien meilleur entraînement des équipages, à des officiers ayant tous navigué depuis leur enfance, à la grande confiance qu'ils dédiaient à leurs commandants en chef, en particulier à Nelson, et réciproquement; ainsi qu'à leur supériorité numérique sur l'ensemble des mers. Enfin ces équipages se maintenaient en meilleure santé, car dès 1795, les britanniques avaient commencé à endiguer avec efficacité le scorbut qui décimaient les équipages français jusqu'à la fin de l'Empire.